# Вальдштадіон (Австрія)
«Вальдштадіон» або «TGW Арена» (нім. Waldstadion,  TGW Arena) — футбольний стадіон у комуні Пашинг, Австрія, домашня арена ФК «ЛАСК» із Лінца та місцевого ФК «Пашинг». 

## Історія
Стадіон відкритий у 1990 році. У ході реконструкції 2002 року встановлено систему освітлення. У 2006 році під час гри обвалилися сектори зі стоячими місцями на південній трибуні, в результаті чого було вирішено зміцнити конструкції всіх трибун та вилучити стоячі місця для глядачів. Із сезону 2016—2017 Першої ліги Австрії стадіон став домашньою ареною ФК «ЛАСК». У 2017 році укладено спонсорський контракт із компанією «TGW Logistics Group», в результаті чого стадіон перейменовано на «TGW Арена». Того ж року було здійснено реконструкцію арени, у ході якої стадіон приведено до вимог  Бундесліги.
На даху стадіону встановлені сонячні колектори, що формують сонячну теплову систему, яка забезпечує арену теплою водою та є джерелом енергії для системи підігріву поля. 
У 2011 році арена приймала матчі Чемпіонату світу з фістболу серед чоловіків. 
Окрім футбольних матчів, на стадіоні проходять змагання з різних видів спорту та культурні заходи. Арена є відомим місцем проведення музичних фестивалів.